# Finska partiet
Finska partiet (finsk Suomalainen puolue) var et politisk parti i Finland fra 1863 til 1918. Partiet blev dannet da zaren – som også var storfyrste af Finland – indkaldte den første finske landdag i 1863. Partiet blev et redskab for den finske nationalisme, som Johan Vilhelm Snellman havde vækket, og blev det dominerende parti blandt præste- og bondestanden i landdagen.
Partiet blev delt i 1890'erne. De liberale brød ud og dannede Ungfinska partiet. Finska partiet blev herefter gerne omtalt som Gammalfinska partiet, og kom efterhånden til at stå for en eftergivende holdning overfor russificeringen i håb om at kunne bevare finsk selvstyre i politiske forhold. Blandt partiets mest fremtrædende folk i denne periode kan nævnes J.R. Danielsson-Kalmari og J.K. Paasikivi.
Efter Finlands selvstændighed gik partiets monarkistiske flertal sammen med højrekræfterne i det Ungfinska partiet og Folkpartiet i det Nationella samlingspartiet. Republikanerne i disse tre partier dannede som modvægt det nye Nationale fremskridtsparti.